# フランク・ラッセル (人類学者)
フランク・B・ラッセル（Frank B. Russell, 1868年8月26日 - 1903年11月7日）は、アメリカ合衆国の人類学者、民俗学者。

## 生涯
1868年、アイオワ州フォート・ドッジ(Fort Dodge)にて、デイヴィッド・チャンドラー・ラッセル(David Chandler Russell)とエリザベス・カールトン(Elizabeth Carleton)の間に生まれた。アイオワ大学に入学し、1892年に理学士号を、1895年には理学の修士号を取得した。その後、ハーヴァード大学に入学し、1896年に教養学士号を、1897年に教養修士号を、1898年には哲学の修士号を取得した。
ハーヴァードでの教育課程を開始する前、ラッセルはカナダの北部で探検家として2年半、肖像画家として1年過ごしていた。
1892年、アイオワ大学にて動物学の助手として働く。1896年から1897年までハーヴァード大学にて人類学の助手を務め、1897年にはこれの指導教員となった。同年、科学雑誌『The American Naturalist』の共同編集者を務め、1899年には編集役員の1人になった。
1901年から1902年にかけて、ラッセルはアメリカ民族学局(The Bureau of American Ethnology)と関わりがあった。1901年にアメリカ民俗学会(The American Folklore Society)の会長となり、アメリカ科学振興協会(The American Association for the Advancement of Science)の副会長も務めた。
1900年6月30日にフランセス・テリーサ・ピート(Frances Theresa Peet)と結婚。その後まもなく夫婦でアリゾナ州に移住し、数年に亘って共同で遺跡調査に従事した。
1903年11月7日、ラッセルはアリゾナ州キングマン(Kingman)にて、結核で死亡した。死後、アメリカ人類学会(The American Anthropological Association)の評議員に選出された。
アリゾナ州南部で暮らす先住民族に関するラッセルの研究論文は、死後の1908年に公開された。

## 参考
1. ↑  Chamberlain, Joshua L., ed (1899). Universities and Their Sons. Boston: R. Herndon Company. pp. 15-16 先述した1つまた複数の文章に、パブリックドメインである次の著作物の文章が含まれています:
2. ↑   Harvard University Class of 1896. Secretary's Second Report. Cambridge: Harvard University Press. (1901). pp. 102
3. ↑  “Southern Arizona authors delve into Bisbee ghost stories, Sonoran Desert culture” (英語). Arizona Daily Star (2021年1月2日). 2021年4月13日閲覧。
4. ↑  Chamberlain, Alexander F. (1904). “In Memoriam: Frank Russell”. The Journal of American Folklore 17 (66):  208–209. JSTOR 533970. 先述した1つまた複数の文章に、パブリックドメインである次の著作物の文章が含まれています:

## 関連文献
- Russell, Theresa; Parezo, Nancy J.; Fowler, Don D. (2020). A Marriage Out West: Theresa and Frank Russell's Explorations in Arizona, 1900-1903. Tucson: University of Arizona Press. ISBN 978-0-8165-4208-6. OCLC 1201336355